# Hiroshi Kamiya
Hiroshi Kamiya (神谷浩史, Kamiya Hiroshi) é um dublador, cantor e narrador japonês. Ele ganhou os prêmios de "Melhor Ator Principal" e "Melhor Personalidade" no terceiro Seiyu Awards em 2009, e "Melhor Ator Coadjuvante" na segunda edição do mesmo prêmio.